# Kilkenny
Pour les articles homonymes, voir Kilkenny (homonymie).
Kilkenny (en irlandais : Cill Chainnigh) est une ville de 26 512 habitants (en 2016) de la république d'Irlande sur la Nore située à 150 km au sud-ouest de Dublin dans la province du Leinster. Kilkenny est le chef-lieu du comté du même nom. Elle se caractérise par ses monuments historiques qui lui confèrent un aspect médiéval, bien qu'ils soient ultérieurs au Moyen Âge.

## Histoire
Kilkenny fut créée au VIe siècle autour d'un monastère fondé par saint Canice qui a laissé son nom à la ville (Cill Chainnigh en gaélique irlandais). Durant le Moyen Âge, Kilkenny devient le siège du parlement anglais. En 1366, afin d'éviter l'assimilation des descendants des premiers colons anglo-normands et craignant pour son pouvoir sur l'île, le roi d'Angleterre adopte les statuts de Kilkenny qui interdisent aux Anglais le mariage avec les indigènes ainsi que la pratique de leur langue et de leurs coutumes.

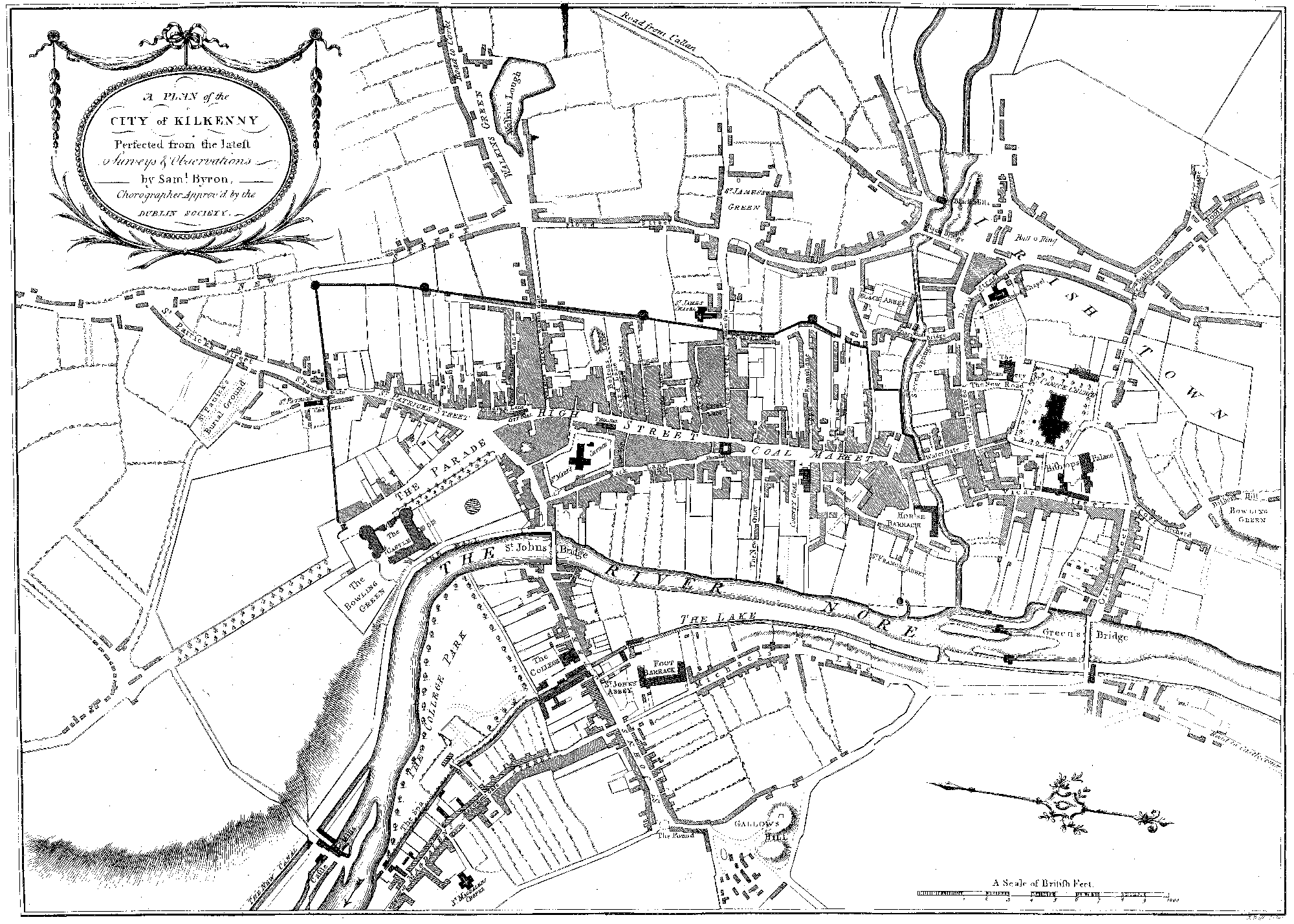
Kilkenny en 1780.
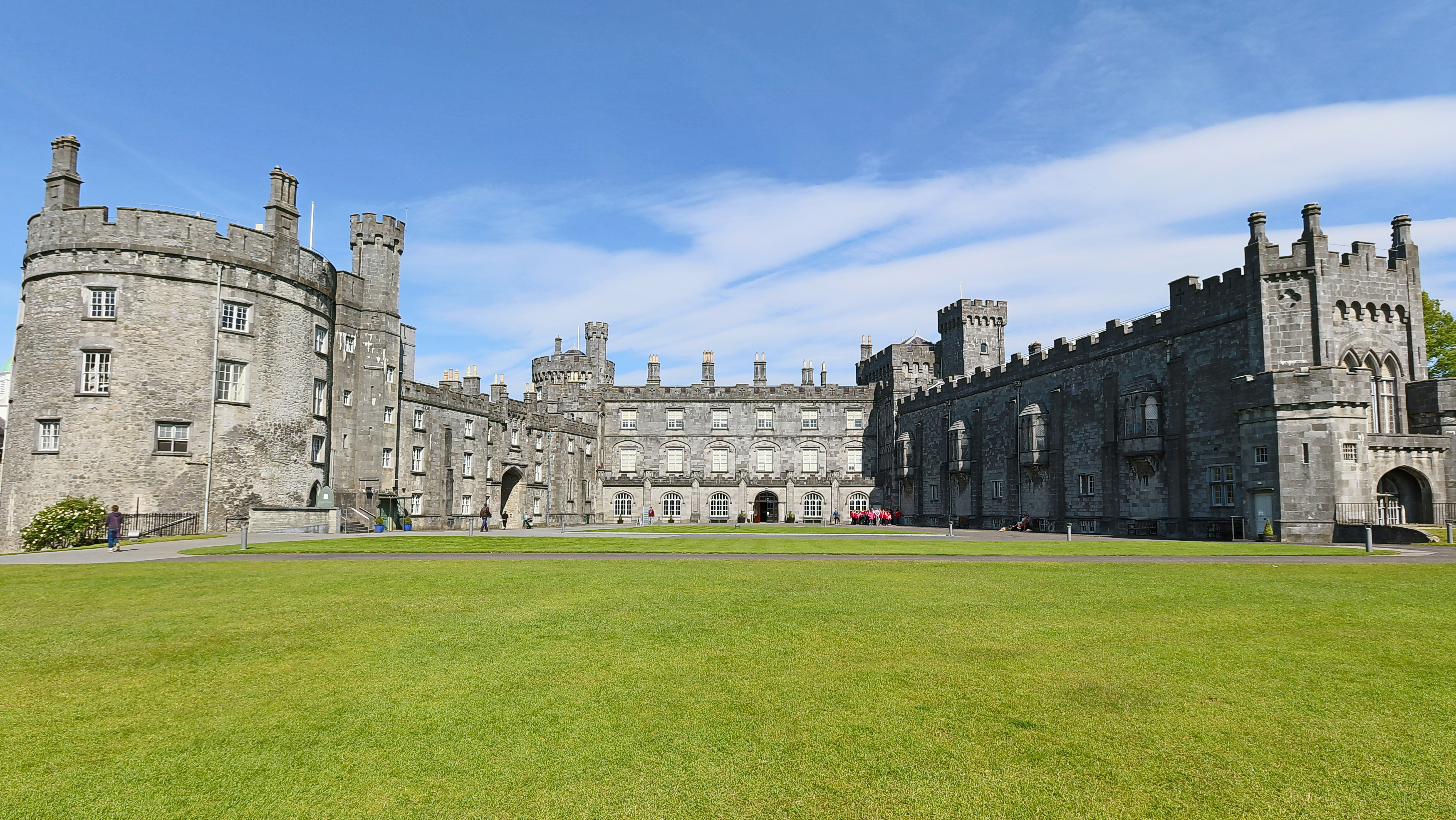
Le château de Kilkenny.

## Toponymie
Kilkenny est la version anglicisée de l'irlandais Cill Chainnigh, signifiant  Cellule / Église de Cainneach ou Canice.
Il s'agit d'une église construite en l'honneur de St. Canice, un irlandais, sur la colline contenant maintenant la cathédrale St Canice et la tour ronde irlandaise. L'origine paléochrétienne de la tour ronde suggère une ancienne fondation ecclésiastique à Kilkenny.

« Ceall-Cainnigh a été en grande partie brûlé, Annales des quatre maîtres, 1085. »

.
Les Annales des quatre maîtres citent Kilkenny en 1085. Avant le VIe siècle, le territoire était connu sous le nom de « Osraighe », faisant référence à l'ensemble du district ou de la capitale. Les Annales des quatre maîtres sont la première citation de la capitale comme Ceall-Cainnigh (Kilkenny moderne). Cill Chainnigh est un centre monastique majeur depuis au moins le VIIIe siècle. Aucune mention de  Cill Chainnigh  dans la vie de Cainnech d'Aghaboe (Ciarán de Saighir) ou de l'une des premières annales d'Irlande ne suggère que Cill Chainnigh n'est pas d'importance ancienne.

## Tourisme
Ses ruelles et maisons médiévales admirablement conservées ainsi que sa cathédrale anglicane Saint-Canice, sa cathédrale catholique Sainte-Marie, son « abbaye noire » et son château, ancienne résidence de la famille de Butler d'Ormonde située au milieu d'un parc, font de Kilkenny un haut lieu du tourisme irlandais. C'est également à Kilkenny qu'était brassée la bière du même nom, jusqu'en 2013, par la plus ancienne brasserie d'Irlande, Smithwick's, installée sur le site de l'abbaye Saint-Francis. Un musée, le Smithwick's Experience, est consacré à la marque.
La ville est traversée par la Nore et plusieurs ponts l'enjambent, dont le Green's Bridge.

## Jumelages
La ville est jumelée avec Moret-sur-Loing  France et avec Formigine en  Italie.

## Culture

Monument en hommage à l'équipe de hurling.

Kilkenny a accueilli le Fleadh Cheoil en 1984 et 1988. Bruce Springsteen y a conclu sa tournée européenne 2013 par le Wrecking Ball Weekender les 27 et 28 juillet.
Le personnage "Kenny" de la série South Park a été nommé en hommage direct à la Ville. Trey Parker et Matt Stone avaient parié qu'ils arriveraient à citer le nom de la bière Kilkenny dans chaque épisode. Ils ont donc créé le personnage de Kenny McCormick qui meurt à chaque épisode. Stan Marsh s'écrit alors " Oh mon dieu ils ont tué Kenny " (" They Killed Kenny " en anglais)[réf. nécessaire].

### Hurling
Kilkenny est aussi célèbre en Irlande pour son équipe de hurling : en effet, l'équipe a gagné de très nombreuses fois le championnat national, elle participe très souvent à la finale. De plus, l'équipe compte parmi ses membres quelques-uns des meilleurs joueurs de hurling.